# لهوتکا و رادنیتس
لهوتکا و رادنیتس (به چکی: Lhotka u Radnic) یک منطقهٔ مسکونی در جمهوری چک است که در ناحیه روکیتسانی واقع شده‌است. لهوتکا و رادنیتس ۳٫۸ کیلومتر مربع مساحت و ۷۶ نفر جمعیت دارد و ۳۹۷ متر بالاتر از سطح دریا واقع شده‌است.